# Heidemarie Stefanyshyn-Piper
Heidemarie Martha Stefanyshyn-Piper (Saint Paul, 7 februari 1963) is een Amerikaans officier bij de marine en voormalig NASA-astronaut.
Stefanyshyn-Piper werd geboren als dochter van een immigrant uit Oekraïne. Ze deed in 1980 eindexamen aan de Derham Hall High School (een middelbare school voor meisjes in Saint Paul) en haalde een Bachelor of Science (1984) en een masterdiploma in werktuigbouwkunde (1985) aan het MIT. Ze is tevens een gediplomeerd radioamateur.

## Militaire loopbaan
Stefanyshyn-Piper is kapitein in de United States Navy.

## NASA-loopbaan

### STS-115
Stefanyshyn-Piper vloog haar eerste missie aan boord van STS-115 (gelanceerd op 9 september 2006; geland op 21 september van dat jaar). Ze was Mission Specialist en was de achtste vrouw die een ruimtewandeling maakte op een totaal van 156 mensen die een ruimtewandeling hadden gemaakt.
Ze voerde twee ruimtewandelingen uit van in totaal twaalf uur en werd hiermee de meest ervaren vrouwelijke ruimtewandelaar. Tijdens een bijeenkomst met vrienden familie op 22 september 2006 wegens haar behouden terugkeer zakte ze tweemaal in elkaar, en ook had ze aanvallen van duizeligheid tijdens de ceremonie op Ellington Field in Houston. Volgens een medisch specialist die haar onderzocht was ze in goede conditie maar moest ze zich weer aanpassen aan de aardse zwaartekracht.

### STS-126
Piper was Mission Specialist op vlucht STS-126.

### Gereedschapstas
Op 18 november 2008 ontdekte ze tijdens haar eerste ruimtewandeling een grote hoeveelheid vet in haar gereedschapstas. Terwijl ze op instructie van de vluchtleiding haar tas probeerde schoon te maken verloor ze haar grip er op, waarna de tas de ruimte in zweefde.